# 148

## Evenimente
- Antoninus Pius sărbătorește cea de-a 900-a aniversare a fondării Cetății Eterne.

## Decese
- dată necunoscută: Atenodor al Bizanțului episcop de Bizanț din 144 până în 148 (n. ?)